# Jogos Olímpicos de Inverno de 1928
Os Jogos Olímpicos de Inverno de 1928, conhecidos oficialmente por II Jogos Olímpicos de Inverno realizaram-se em St. Moritz, na Suíça. Contou com a presença de 434 atletas de 25 países competindo em seis modalidades esportivas. Os eventos foram disputados entre 11 e 19 de fevereiro.

## Modalidades
- Bobsleigh
- Combinado nórdico
- Salto de esqui
- Esqui cross-country
- Hóquei no gelo
- Patinação artística
- Patinação de velocidade
- Skeleton

### Esportes de demonstração
- Patrulha militar
- Skijoring

## Locais
- St. Moritz Olympic Ice Rink
- St. Moritz-Celerina Olympic Bobrun

## Países participantes

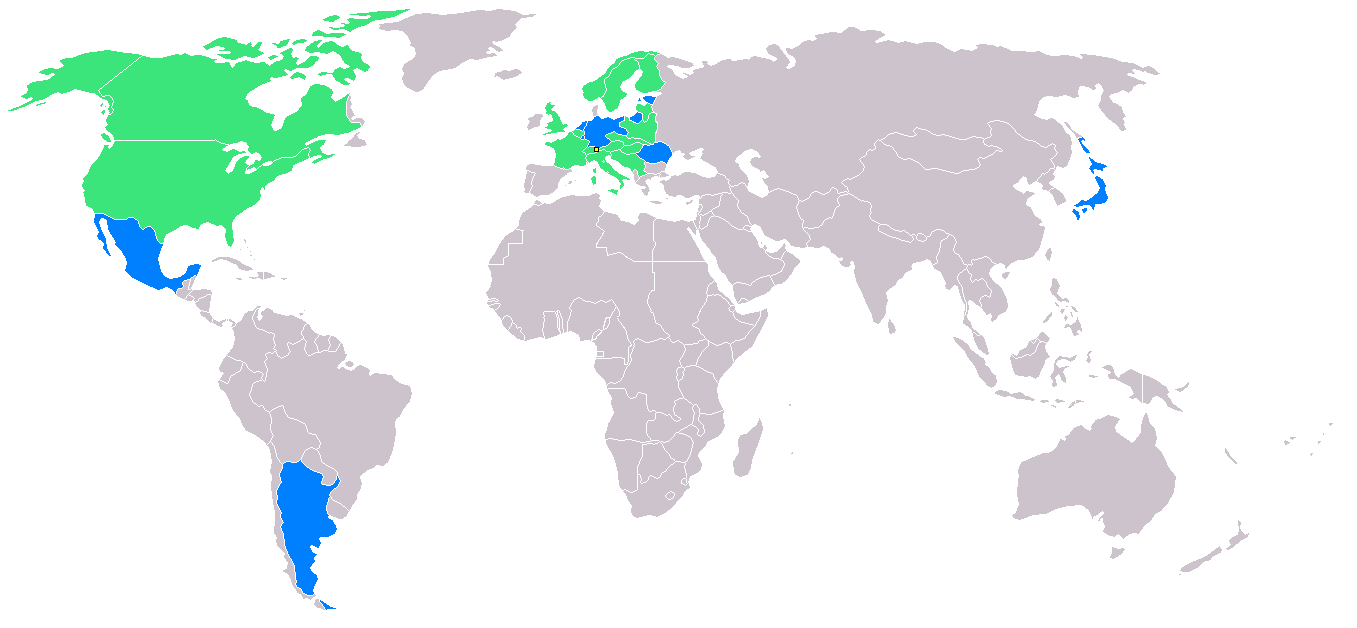
Mapa com os países participantes. Em azul os países estreantes e em verde os que estiveram na edição anterior

Atletas de 25 países competiram nos Jogos de 1928, nove a mais que nos Jogos de 1924. Argentina, Alemanha, Estônia, Japão, Lituânia, Luxemburgo, México, Países Baixos e Romênia fizeram suas primeiras aparições em Jogos Olímpicos de Inverno.
Na lista abaixo, o número entre parênteses indica o número de atletas por cada nação nos Jogos:
- GER Alemanha (44)
- ARG Argentina (10)
- AUT Áustria (39)
- BEL Bélgica (25)
- CAN Canadá (23)
- TCH Checoslováquia (29)
- USA Estados Unidos (24)
- EST Estônia (2)
- FIN Finlândia (18)
- FRA França (38)
- GBR Grã-Bretanha (32)
- HUN Hungria (13)
- ITA Itália (13)
- YUG Iugoslávia (6)
- JPN Japão (6)
- LAT Letônia (1)
- LTU Lituânia (1)
- LUX Luxemburgo (5)
- MEX México (5)
- NOR Noruega (25)
- NED Países Baixos (7)
- POL Polônia (26)
- ROM Romênia (10)
- SWE Suécia (24)
- SUI Suíça (41)

## Quadro de medalhas
| Ordem | País               | Medalha de ouro | Medalha de prata | Medalha de bronze |    |
| ----- | ------------------ | --------------- | ---------------- | ----------------- | -- |
| 1     | NOR Noruega        | 6               | 4                | 5                 | 15 |
| 2     | USA Estados Unidos | 2               | 2                | 2                 | 6  |
| 3     | SWE Suécia         | 2               | 2                | 1                 | 5  |
| 4     | FIN Finlândia      | 2               | 1                | 1                 | 4  |
| 5     | CAN Canadá         | 1               |                  |                   | 1  |
| 5     | FRA França         | 1               |                  |                   | 1  |

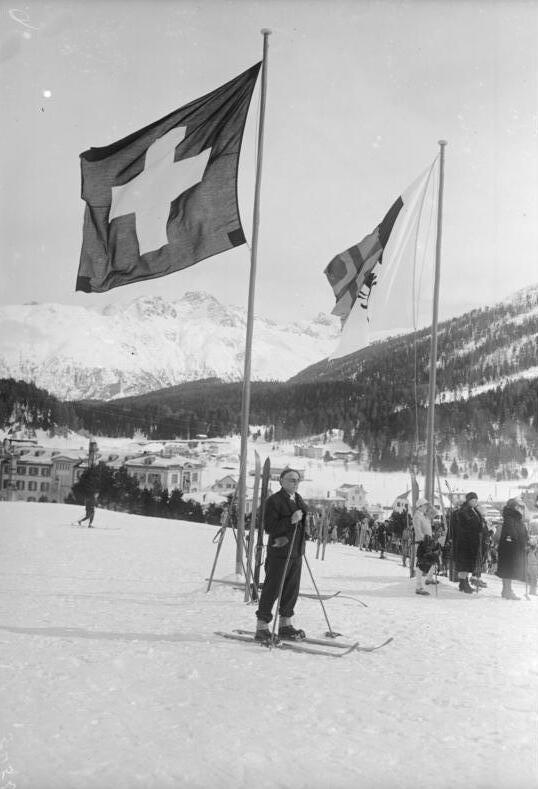
A anfitriã Suíça ficou em oitavo lugar com uma medalha de bronze.

Fonte: Comitê Olímpico Internacional (Quadro de medalhas - St. Moritz 1928)